# National Invitation Tournament 2000
Il National Invitation Tournament 2000 è stata la 63ª edizione del torneo. La final four è stata giocata al Madison Square Garden di New York. Ha vinto il titolo la Wake Forest University, allenata da Dave Odom. Miglior giocatore del torneo è stato eletto Robert O'Kelley.
| Campione NIT 2000                   |
| ----------------------------------- |
| Wake Forest Demon Deacons 1º titolo |

## Squadra vincitrice
|  | Naz.                   | Ruolo | Sportivo          |  | Alt. |  |  |
|  | ---------------------- | ----- | ----------------- |  | ---- |  |  |
|  | Stati Uniti (bandiera) | A     | Niki Arinze       |  | 196  |  |  |
|  | Stati Uniti (bandiera) | G     | Craig Dawson      |  | 196  |  |  |
|  | Stati Uniti (bandiera) | A     | Tate Decker       |  | 208  |  |  |
|  | Stati Uniti (bandiera) | G     | Jim Fitzpatrick   |  | 183  |  |  |
|  | Stati Uniti (bandiera) | G     | Tim Fuller        |  | 193  |  |  |
|  | Stati Uniti (bandiera) | G     | Broderick Hicks   |  | 185  |  |  |
|  | Stati Uniti (bandiera) | A     | Josh Howard       |  | 201  |  |  |
|  | Stati Uniti (bandiera) | G     | Ervin Murray      |  | 196  |  |  |
|  | Stati Uniti (bandiera) | G     | Robert O'Kelley   |  | 185  |  |  |
|  | Stati Uniti (bandiera) | A     | Antwan Scott      |  | 203  |  |  |
|  | Stati Uniti (bandiera) | C     | Josh Shoemaker    |  | 206  |  |  |
|  | Lituania (bandiera)    | A     | Darius Songaila   |  | 206  |  |  |
|  | Spagna (bandiera)      | C     | Rafael Vidaurreta |  | 206  |  |  |

- Allenatore: Dave Odom